# Leonardo da Vinci
Leonardo da Vinci (Anchiano (Vinci), 15 april 1452 - Amboise, 2 mei 1519) was een architect, uitvinder, ingenieur, filosoof, natuurkundige, scheikundige, anatomist, beeldhouwer, schrijver en schilder uit de Florentijnse Republiek, tijdens de Italiaanse renaissance. Hij wordt gezien als het schoolvoorbeeld van het renaissance-ideaal van de homo universalis en als genie.

## Levensloop
Leonardo's leven wordt beschreven in Giorgio Vasari's Vite, een van de belangrijkste biografische bronnen over renaissancekunst en -kunstenaars voor kunsthistorici.

### Jeugd

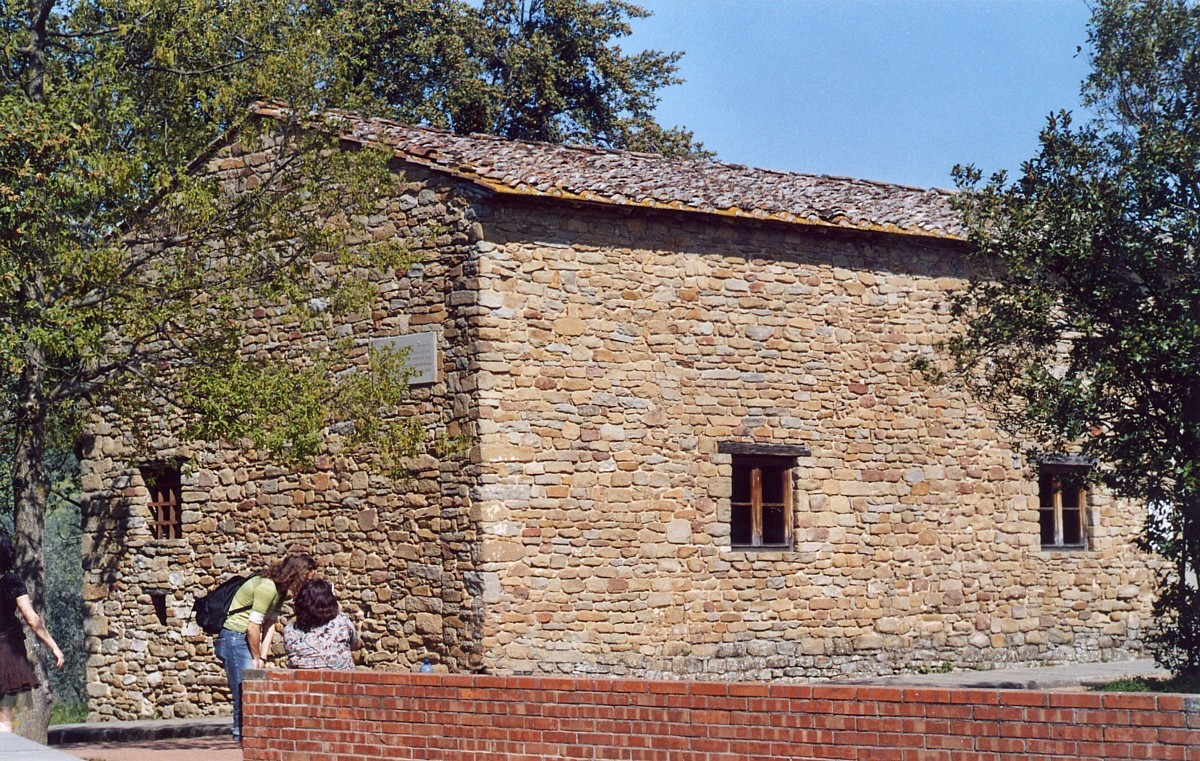
Leonardo's geboortehuis in Vinci

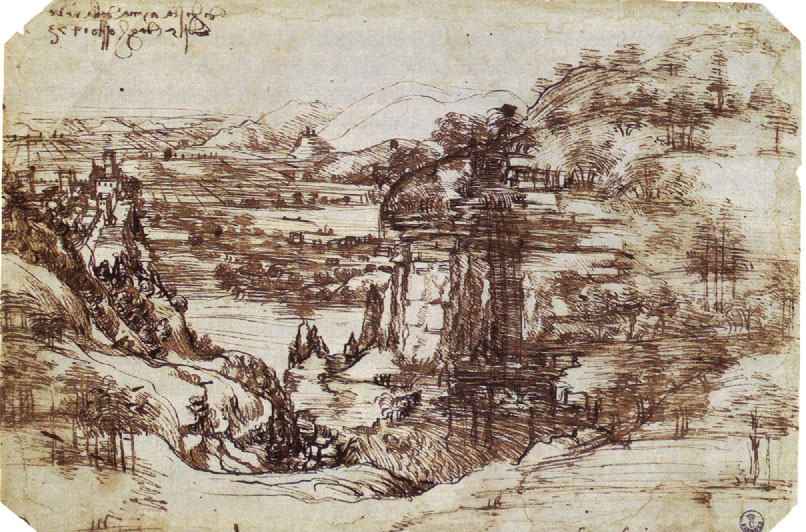
Dal van de Arno, Leonardo's oudst bekende tekening (1473). Museum Uffizi.

Het geboortehuis van Leonardo - nu een toeristische attractie - staat in Anchiano, een dorp op 3 km afstand van Vinci op het grondgebied van de stad Florence. Zowel zijn vader als een aantal voorvaderen waren notaio, notaris. Daardoor is zijn geboortedatum en naam overgeleverd. "Leonardo di ser Piero da Vinci" (Leonardo, zoon van heer Piero uit Vinci) schreef zijn grootvader in het familieboek. Leonardo was een buitenechtelijk kind van Piero en Chataria Catherina, een boerenmeisje. Hierdoor kon hij geen klassieke studie volgen.
Leonardo groeide op op het platteland en verbleef vermoedelijk minstens het eerste jaar bij zijn moeder, die hem zoogde. Wat daarna gebeurde, is onzeker. Volgens het kadaster van Vinci van 1457 woonde Leonardo bij zijn vader Piero en diens echtgenote Albiera.

### Loopbaan

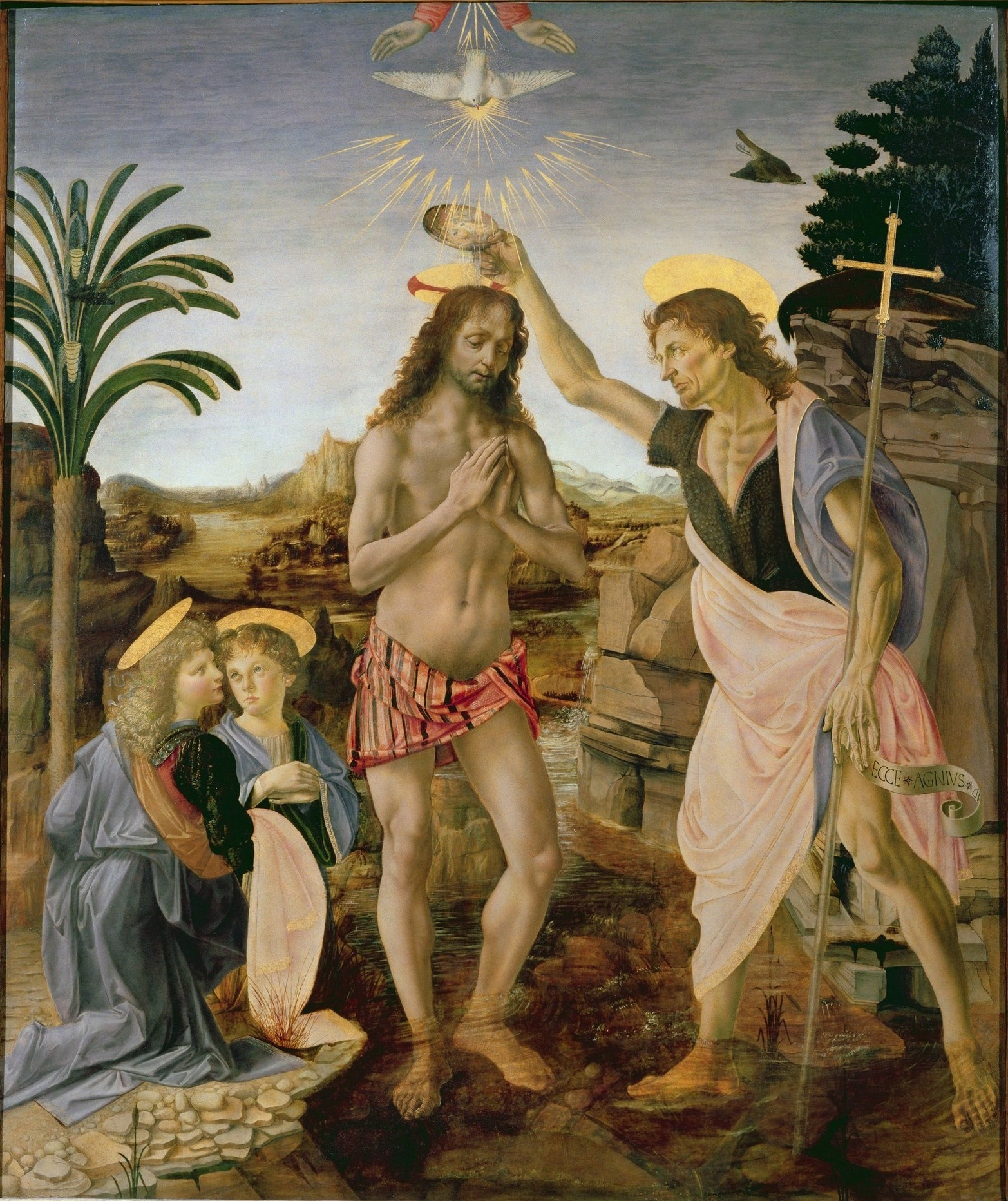
De doop van Christus (1472–1475)—Uffizi, door Verrocchio en Leonardo

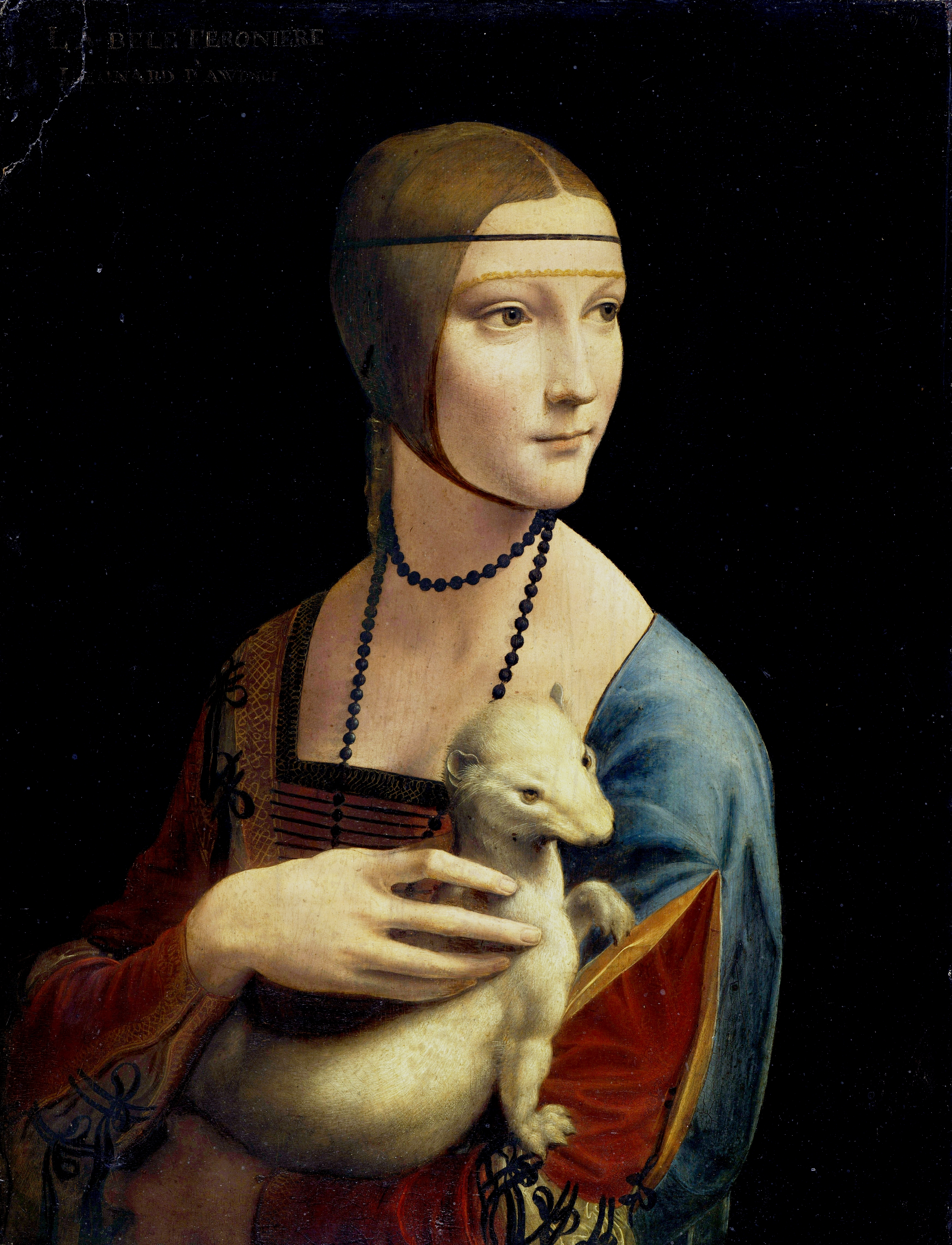
De dame met de hermelijn, Nationaal Museum, Czartoryski Collection, Krakau, 1483-1490

Op zijn veertiende werd Leonardo schildersgezel (gevorderde leerling schilder) bij Andrea del Verrocchio en later een onafhankelijk schilder. Van 1482 tot 1499 werkte hij voor de Hertog van Milaan, Ludovico Sforza, waar hij zijn eigen studio had, inclusief leerlingen. Toen de Fransen Milaan bezetten, keerde hij terug naar Florence, waar hij voor Cesare Borgia ging werken als militair architect en ingenieur. In 1506 keerde hij terug naar Milaan.
Van 1513 tot 1516 woonde hij in Rome, waar toentertijd de 24 jaar jongere schilder Michelangelo en de 31 jaar jongere schilder Rafaël werkten, met wie hij weinig contact had. Met Michelangelo werd hij gevraagd voor de uitvoering van een grote muurschildering in het Palazzo Vecchio in Florence. Beide kunstenaars voltooiden deze muurschilderingen echter nooit. Er bleven slechts schetsen van over. 
In 1516 ging Leonardo werken voor koning Frans I van Frankrijk in het kasteel van Amboise. Hij woonde de laatste drie jaar van zijn leven op het nabijgelegen kasteel Clos Lucé. Het kasteel is nu een museum over het leven en werk van Leonardo. Het beschikt over veel voorbeelden van zijn uitvindingen.

### Leerlingen
Zoals elke grote kunstenaar had Leonardo leerlingen. Giacomo Salaí kwam in 1490. Daarna volgde Marco d’Oggiono. Een jaar later voegde Giovanni Antonio Boltraffio (±1467 – 1516) zich bij hen. In 1507, tijdens zijn verblijf in Milaan, nam Leonardo de edelman Francesco Melzi (ook da Melzi, da Melzo of in het Latijn: Franciscus Meltius) aan. Andere leerlingen waren Zoroastro da Peretola, Riccio Fiorentino, de Spanjaard Ferrando de Llanos, Giampietrino, Francesco Napoletano, Andrea Solari en enkele anderen. Wegens de onregelmatige leefstijl van Leonardo kon hij geen echte school of atelier uitbouwen. Salaí en Melzi staan vermeld in de ‘Vite’ van Giorgio Vasari (1550).

### Overlijden
Da Vinci overleed in het Franse Amboise, in het Clos Lucé. Hij werd begraven in de crypte van de collegiale kerk Saint-Florentin in het koninklijke kasteel van Amboise. Zijn vermoedelijke graf werd bij opgravingen in 1863 blootgelegd. In 1874 werden de aangetroffen resten herbegraven in de Kapel van St. Hubertus in het kasteel van Amboise. 

## Persoonlijkheid

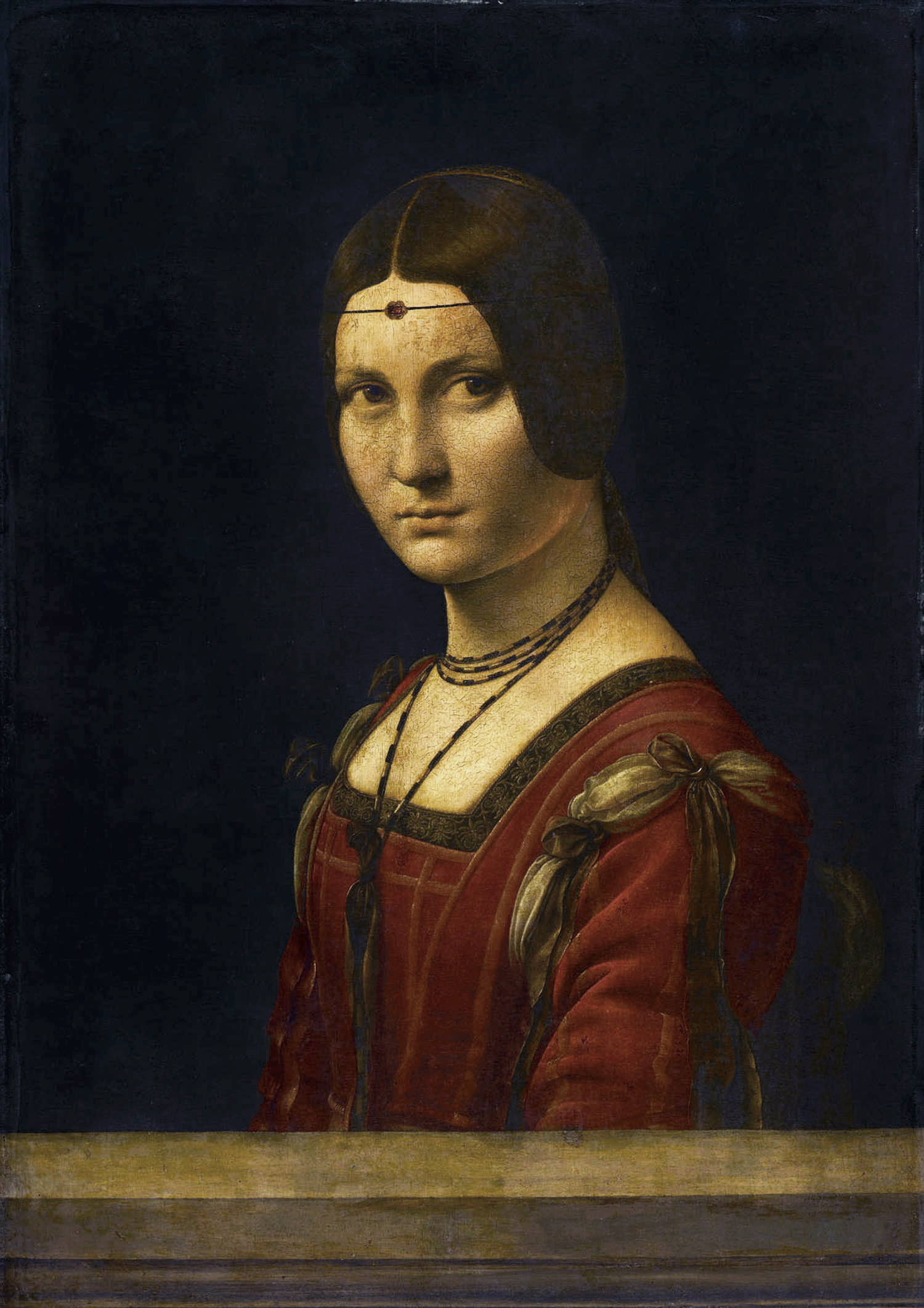
Portret van een dame, bijgenaamd La Belle Ferronnière, ca. 1495, Louvre, Parijs

### Controversieel
Leonardo gold met al zijn talenten, die men tijdens zijn leven al erkende, in zijn tijd als een controversieel persoon. Onder andere vanwege zijn artistieke kwaliteiten kreeg hij diverse opdrachten van de Kerk voor het vervaardigen van religieuze kunst. Het schilderwerk Het Laatste Avondmaal is hier een beroemd voorbeeld van. Leonardo stond zijn gehele werkzame leven onder bescherming van invloedrijke personen, een tijdlang zelfs onder die van de paus zelf. Hoewel de kerk zich al minder rigide betoonde dan voorheen (anatomisch onderzoek werd op kleine schaal toegestaan), was er toch geen sprake van verlichting, getuige het proces tegen Galileo Galilei ruim een eeuw na Leonardo da Vinci's dood.
Leonardo heeft ook een aanvaring gehad met de paus. Op een manuscriptvel noteerde hij dat de paus, aan wiens hof hij resideerde, hem betrapt had op anatomisch onderzoek op menselijke lijken. Ook is in een van zijn notities de opmerking "De zon staat stil" te vinden, volgens sommigen een verwijzing naar een heliocentrische kijk die tegen de toen geldende dogma's inging.

### Karakter

Salai als Johannes de Doper 1513–16

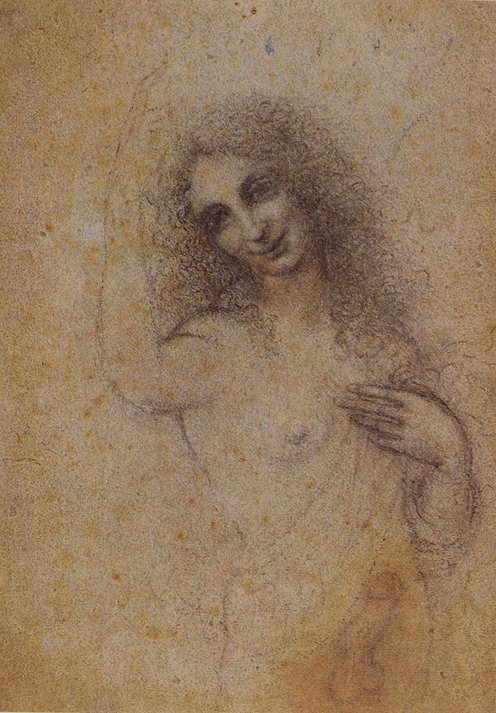
De mensgeworden engel, (houtskool, omstreeks 1515) is verwant aan het schilderij Johannes de Doper.

Volgens de meeste biografen was Leonardo's opvallendste karaktertrek dat hij vaak enthousiast aan een opdracht of nieuwe interesse begon, maar dan heel vaak dit werk niet afmaakte. Hiervan zijn vele voorbeelden, vooral met zijn artistieke opdrachten. Hij had ook bijna zijn hele leven het plan voor een allesomvattende encyclopedie, die hij evenwel nooit voltooide.
Leonardo maakte vaak vele schetsen voor te maken grootse schilderijen, die dan uiteindelijk toch niet gemaakt werden. In 1481 kreeg hij opdracht om het altaarstuk De aanbidding door de wijzen te maken, maar hij vertrok naar Milaan voordat het af was.
Daar besteedde hij vele jaren aan het ontwerpen van een monumentaal, acht meter hoog bronzen ruiterbeeld ter ere van de vroegere vorst Francesco Sforza. Ook dit project werd nooit gerealiseerd, maar dan als gevolg van de oorlog met Frankrijk. Op initiatief van particulieren werd een vergelijkbaar standbeeld in 1999 in New York gemaakt en aan de stad Milaan geschonken.
Toen Leonardo in Florence was teruggekeerd, kreeg hij de opdracht een grote openbare muurschildering in het Palazzo Vecchio te maken. Michelangelo zou de muur ertegenover beschilderen. De twee mochten elkaar overigens totaal niet. Na vele voorstudies verliet hij de stad.
Leonardo schijnt nooit een intieme relatie gehad te hebben met een vrouw. In 1476 werd hij anoniem beschuldigd van homoseksuele contacten met een 17-jarig model, de notoire prostitué Jacopo Saltarelli. Dit gebeurde in die tijd wel vaker en is vermoedelijk een vorm van laster geweest. Samen met drie anderen werd Leonardo bij gebrek aan bewijs vrijgesproken van een aanklacht wegens homoseksueel gedrag, maar allen werden nog wel enige tijd in de gaten gehouden door de nachtagenten van Florence, een soort zedenpolitie.
De speculaties over zijn homoseksualiteit worden vooral gevoed door een uiteenzetting van Sigmund Freud. Freuds ideeën en werkwijze worden door sommige critici, waaronder C.G. Jung, sterk in twijfel getrokken, dit geldt ook voor diens analyse van Leonardo.
Leonardo, die linkshandig was en zijn hele leven in spiegelschrift schreef, noteerde zijn bevindingen gedetailleerd in aantekenboeken, die een combinatie zijn van kunst en wetenschap. Maar in tegenstelling tot sommige andere tijdgenoten, publiceerde of verspreidde hij deze boeken niet.
De inhoud bleef dan ook tot de 19e eeuw verborgen en kon dus tot die tijd andere wetenschappers en ingenieurs niet op een directe manier inspireren. Vanwege deze geheimhouding, die in de middeleeuwen en tot ver in de nieuwe tijd niet alleen gebruikelijk was onder de meeste geleerden maar vooral onder alchemisten, voorspellers en dergelijke, beschouwde L. Sprague de Camp in zijn boek The Ancient Engineers Leonardo dan ook niet als de eerste moderne ingenieur, maar juist als de "laatste van de klassieken". Pas na Leonardo begonnen wetenschappers echt hun bevindingen te verspreiden.

## Werk

### Schilderijen

De annunciatie, 1475–1480, Uffizi, Florence, wordt beschouwd als Leonardo's eerste volledig zelfstandige schilderij.

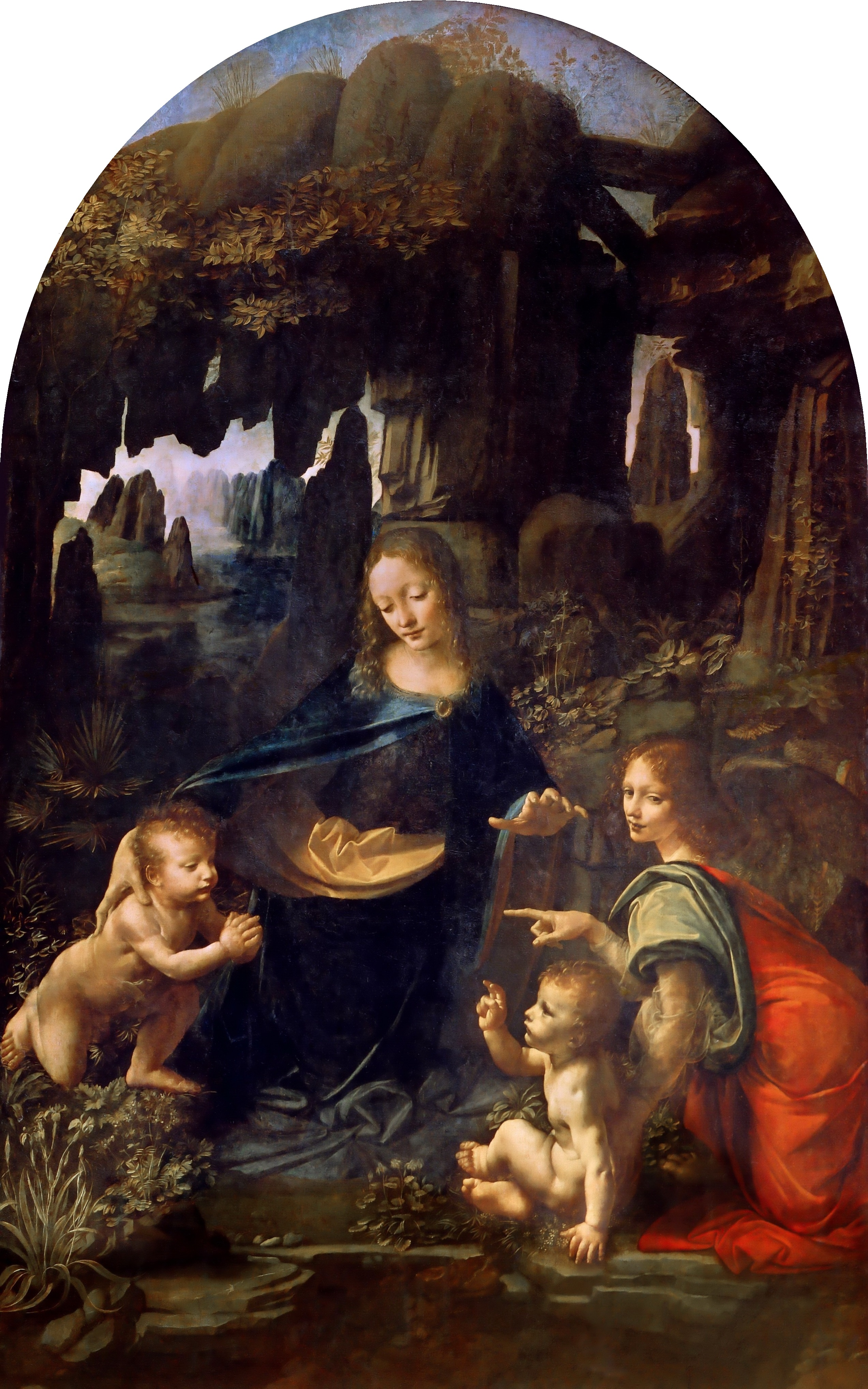
De Maagd op de rotsen, getuigt van Leonardo's belangstelling voor de natuur. Louvre, mogelijk 1505–1508.

De Mona Lisa, tussen 1503 en 1506, Louvre, Parijs

Leonardo is beroemd vanwege schilderwerken als de Mona Lisa (ook La Gioconda), dat zich nu in het Parijse Louvre-museum bevindt en de muurschildering Laatste Avondmaal (Ultima Cena of Cenacolo, Milaan). Dit tweede werk ging, vanwege een experimentele frescotechniek die hij had gebruikt, al in zijn eigen tijd hard achteruit. In de Abdij van Tongerlo is een getrouwe kopie uit 1506 - 1507 door Andrea Solari op linnen van het Laatste Avondmaal in perfecte staat bewaard gebleven, waarvan wordt aangenomen dat de meester zelf de hoofden van Jezus en Johannes de Doper heeft geschilderd.
Slechts zeventien van zijn doeken en geen van zijn beelden zijn bewaard gebleven. Het merendeel van zijn tekeningen wordt bewaard in de Koninklijke Collectie van het Windsor Castle in Engeland.

#### Lijst van schilderijen
De overgebleven schilderijen van Leonardo zijn niet gesigneerd. Dat was in zijn tijd heel gebruikelijk, omdat vaak meerdere kunstenaars en leerlingen aan één schilderij samenwerkten.

#### Geheel door Leonardo da Vinci
- St. Jerome in de wildernis, ca. 1480, Vaticaanse Musea. Onvoltooid schilderij.
- Aanbidding door de Wijzen, 1481, Uffizi, Florence. Onvoltooid schilderij.
- Maagd op de rotsen, Louvre, Paris, door de meeste historici wordt dit schilderij als de oudste van de twee versies gezien en daarom op 1483–86 gedateerd.
- Het Laatste Avondmaal, 1498, Santa Maria delle Grazie, Milaan. Een hoogkwalitatieve replica uit 1506-1507 is te vinden in het museum van de abdij van Tongerlo.[3][4]
- Karton van Burlington House (grote tekening), ca. 1499–1500, National Gallery, Londen.
- Mona Lisa of La Gioconda, 1503-1505/1507, Louvre, Paris.
- De Maagd en kind met St. Anna, ca. 1510, Louvre, Parijs.

#### Leonardo met anderen
- De doop van Christus, 1472–1475, Uffizi, Florence. Samen met Verrocchio.
- Maagd op de rotsen, National Gallery, Londen

#### Aanvaarde toeschrijvingen
- De annunciatie, 1475–1480, Uffizi, Florence. Het vroegste werk geheel door Leonardo.
- Portret van Ginevra de' Benci, ca. 1475, National Gallery of Art, Washington D.C..
- Madonna Benois, 1478–1480), Hermitage, Sint-Petersburg.
- Madonna met de anjer, 1478-80, Alte Pinakothek München.
- De dame met de hermelijn, 1488–90, Czartoryski Museum, Kraków.
- Johannes de Doper, ca. 1514, Louvre, Parijs.

#### Waarschijnlijke toeschrijvingen
- Portret van een dame, bijgenaamd La Belle Ferronnière, ca. 1495, Louvre, Parijs.
- La Bella Principessa, ca. 1496, Privécollectie.

### Leonardo's paard
Leonardo da Vinci ontving de opdracht voor dit beeldhouwwerk in 1492 van Ludovico Sforza, hertog van Milaan.

### Onderzoek
Leonardo's wetenschappelijke werk was gebaseerd op empirisch onderzoek, niet op wetenschappelijke experimenten of theoretische verklaringen: hij probeerde een verschijnsel te doorgronden door het zo gedetailleerd mogelijk te beschrijven en te tekenen. Gedurende zijn hele leven had hij het plan om een grootse encyclopedie te maken op basis van tekeningen. Hij publiceerde evenwel niets van zijn onderzoek.

### Codex Leicesteren andere lossemanuscripten
De zogenoemde Codex Leicester bestaat uit achttien vellen papier, met rode inkt in spiegelbeeld beschreven door Leonardo da Vinci. De perkamenten betreffen uiteenlopende ideeën over onder andere astrologie en religie. Naast deze codex zijn zo'n 7000 vellen van het werk van Leonardo bekend. Onder meer het Windsor Castle en verschillende bibliotheken in Milaan bezitten werk van Leonardo (waaronder ook de Codex Atlanticus, die in Milaan bewaard wordt). De recentst ontdekte codex bevindt zich in twee delen in Madrid.
In 1994 kocht Bill Gates, oud-topman van Microsoft, de Codex Leicester op een veiling voor 30,8 miljoen dollar. Bill Gates leende hem na zijn aankoop uit aan het Fogg-Museum van Harvard University, waar de geschriften nu te bewonderen zijn.

### Anatomie
Indrukwekkend zijn Leonardo's studies van de anatomie, de vlucht van vogels en vele andere onderwerpen. Zijn uiteindelijk vergevorderde kennis van de anatomie van het menselijk lichaam leerde Leonardo zichzelf. Het is bekend dat hij in het holst van de nacht de lichamen van pas gestorven mensen uit hun graven liet stelen. Vervolgens ontleedde hij deze lichamen thuis. Overigens zijn niet al zijn anatomiestudies kwalitatief even goed. Zijn Anatomie van de nek lijkt volkomen gefantaseerd, evenals de studie De voornaamste organen en het hart en vaatstelsel en het urogenitaal stelsel van een vrouw.

### Machines en vliegtuig

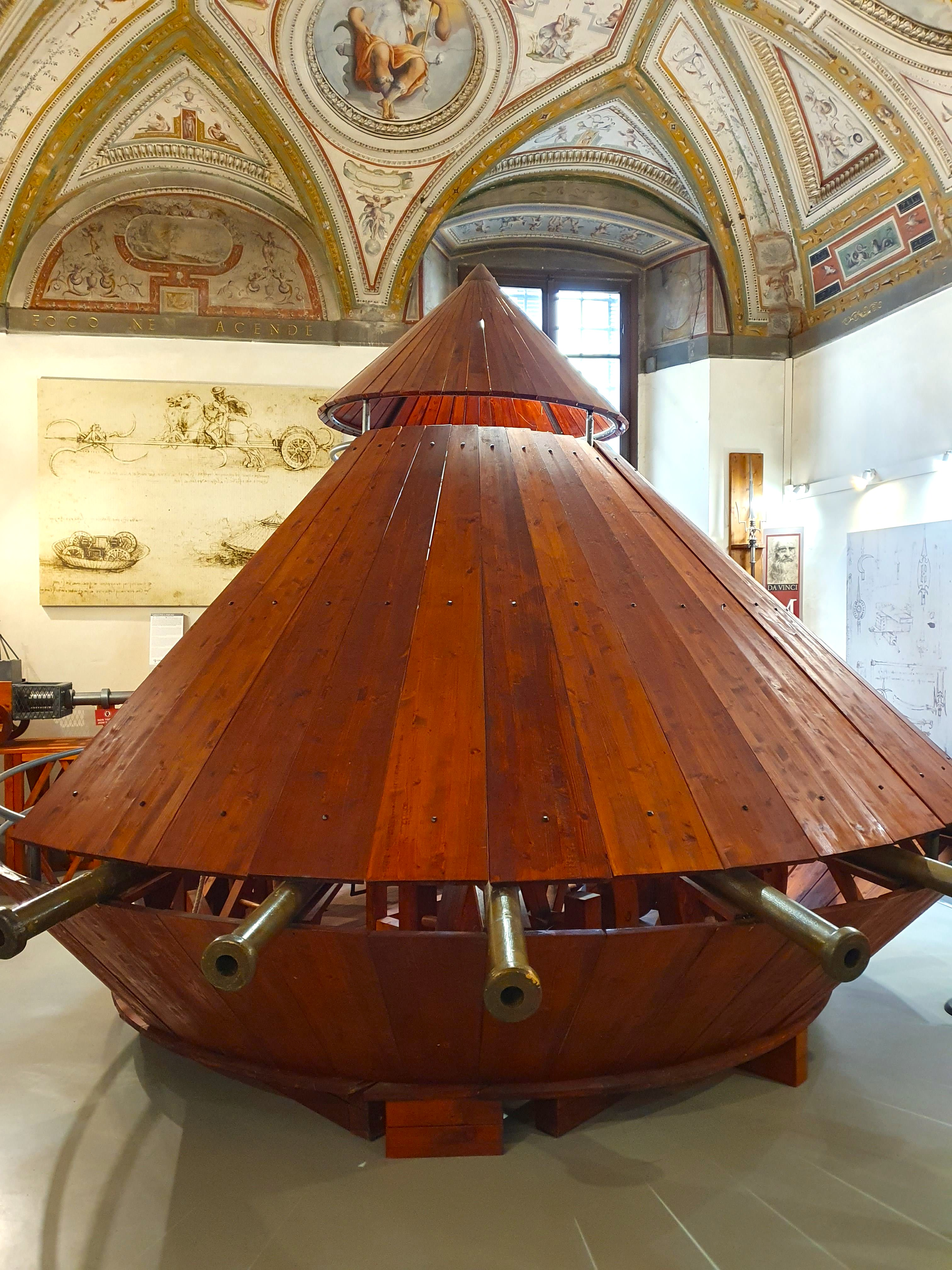
Tank ontworpen door Leonardo da Vinci

Zijn boeken bevatten tekeningen van verschillende nieuwe apparaten en machines, zoals een helikopter, machinegeweren, een bepantserde tank, een onderzeeboot en een apparaat met tandwielen waarvan men vermoedt dat het een mechanische rekenmachine voorstelt. Op 3 januari 1496 voerde Leonardo een mislukte proef uit met een vliegtuig dat hij had gebouwd. Ook de viola organista, een muziekinstrument, is door Leonardo ontworpen.

### Brug over de Gouden Hoorn
In 1502 maakte Leonardo een ontwerp voor een 240 meter lange brug zonder tussenliggende pijlers. Dit maakte deel uit van een civiel project voor sultan Bayezid II van Istanboel. Het ontwerp was bedoeld om een inham van de Bosporus die bekendstaat als De Gouden Hoorn te overbruggen. De brug werd daar nooit gebouwd, maar in 2001 werd er in Noorwegen een brug geconstrueerd volgens hetzelfde principe.

### Ondertekening
Leonardo ondertekende zijn werk soms met "Leonardo" of "Io, Leonardo" ("Ik, Leonardo"). Vermoedelijk gebruikte hij zijn vaders naam niet omdat hij een bastaard was. Bij zijn studies gebruikte hij overigens wel de naam Leonardo da Vinci, bijvoorbeeld rechtsonder op de tekening van de Vitruviusman.

## Leonardo da Vinci in de hedendaagse cultuur

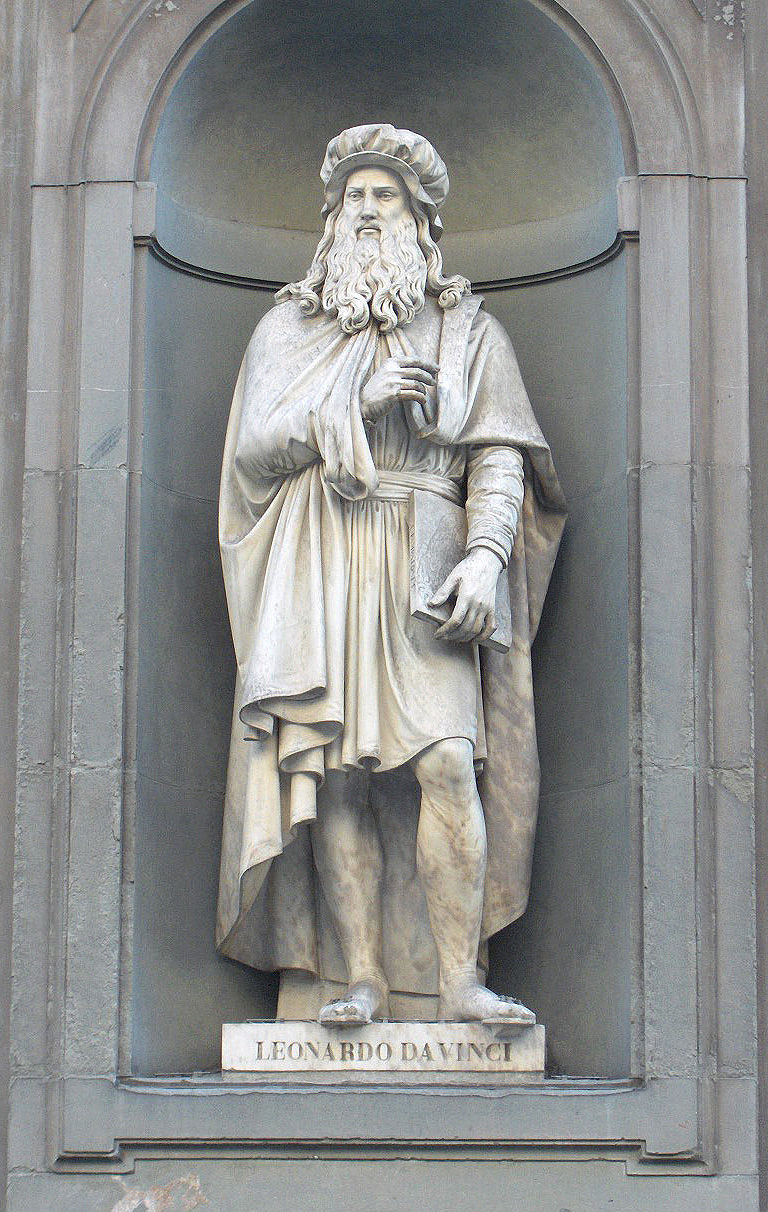
Standbeeld van Leonardo bij het Uffizi te Florence door Luigi Pampaloni

### Naar hem vernoemd
- Vliegveld van Rome: Aeroporto Leonardo da Vinci
- Brusselse Franstalige hogeschool: Haute École Léonard de Vinci
- Diverse Nederlandse scholen, zie Da Vinci College (doorverwijspagina)
- Leonardoschool.
- Studievereniging Leonardo da Vinci, Studievereniging Natuurwetenschappen en Science van de Radboud Universiteit Nijmegen
- Vliegtuigbouwkundige Studievereniging de VSV Leonardo Da Vinci van de Technische Universiteit Delft

### Roman
In 2003 schreef de Amerikaanse auteur Dan Brown een boek dat later een bestseller is geworden: The Da Vinci Code, in 2006 verfilmd. In dit boek gebruikt hij symboliek en werken van Leonardo als leidraad voor het verhaal. De bestseller-status van dit boek leidde onder het grote publiek tot een hernieuwde interesse in en bekendheid van Leonardo da Vinci.

### Games
Leonardo speelt ook een rol in Assassin's Creed II en Assassin's Creed: Brotherhood (Ubisoft), waar hij de protagonist bijstaat met enkele speciaal gemaakte wapens en een paar van zijn uitvindingen, waaronder zijn vliegmachine en zijn tank.

## Musea
- In zijn geboorteplaats Vinci is een speciale bibliotheek met aandacht voor zijn studies en een museum waar een grote collectie modellen is te zien van zijn uitvindingen. Het museum is gevestigd in het Castello dei Conti Guidi en wordt jaarlijks door zo'n 130.000 mensen bezocht. In de plaats staat ook nog zijn geboortehuis.
- In het Castillo de Atarés in Havana is een museum met een collectie van militaire uitvindingen van Leonardo.

## Galerij

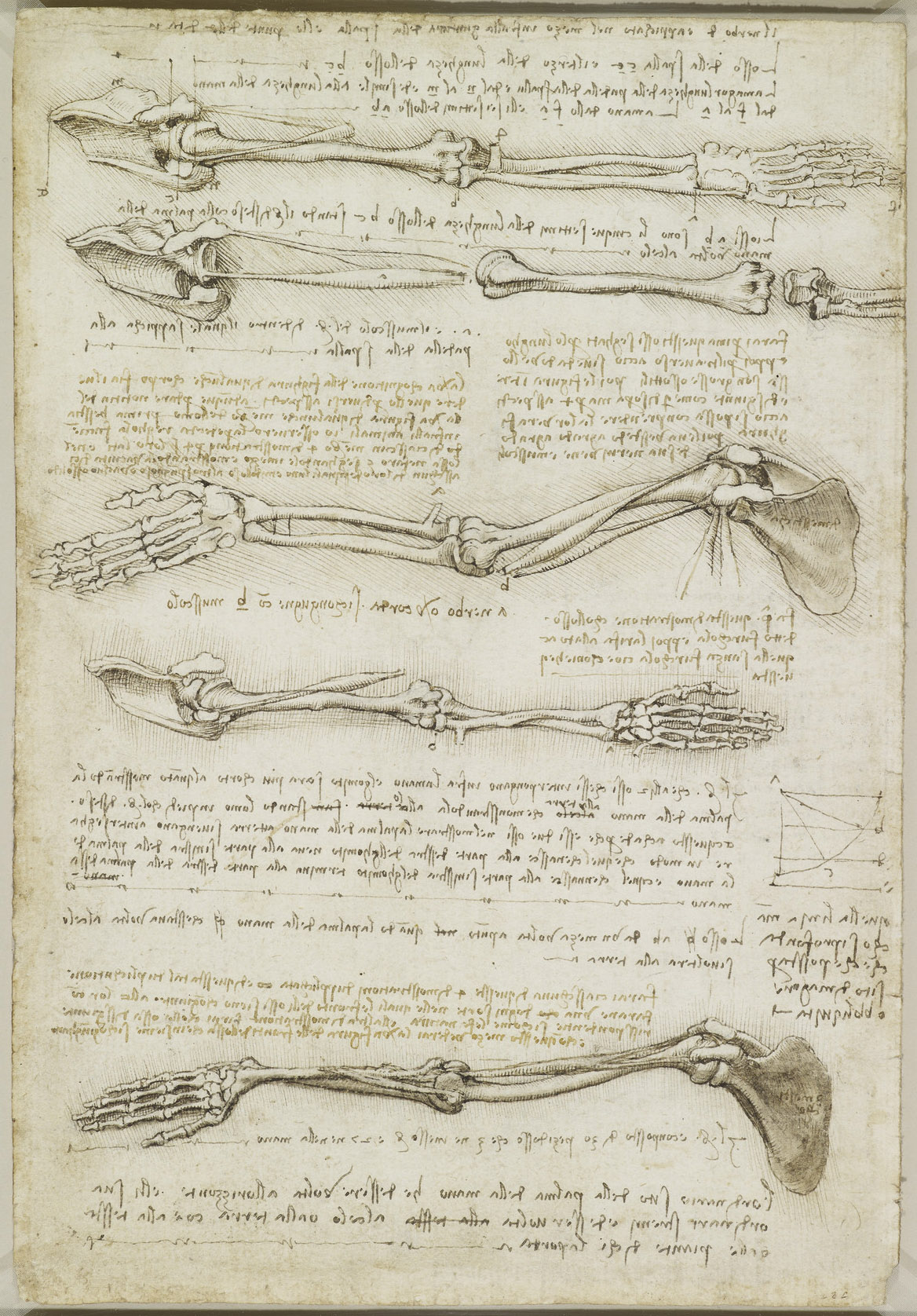
Anatomische studie van de arm, ca. 1510
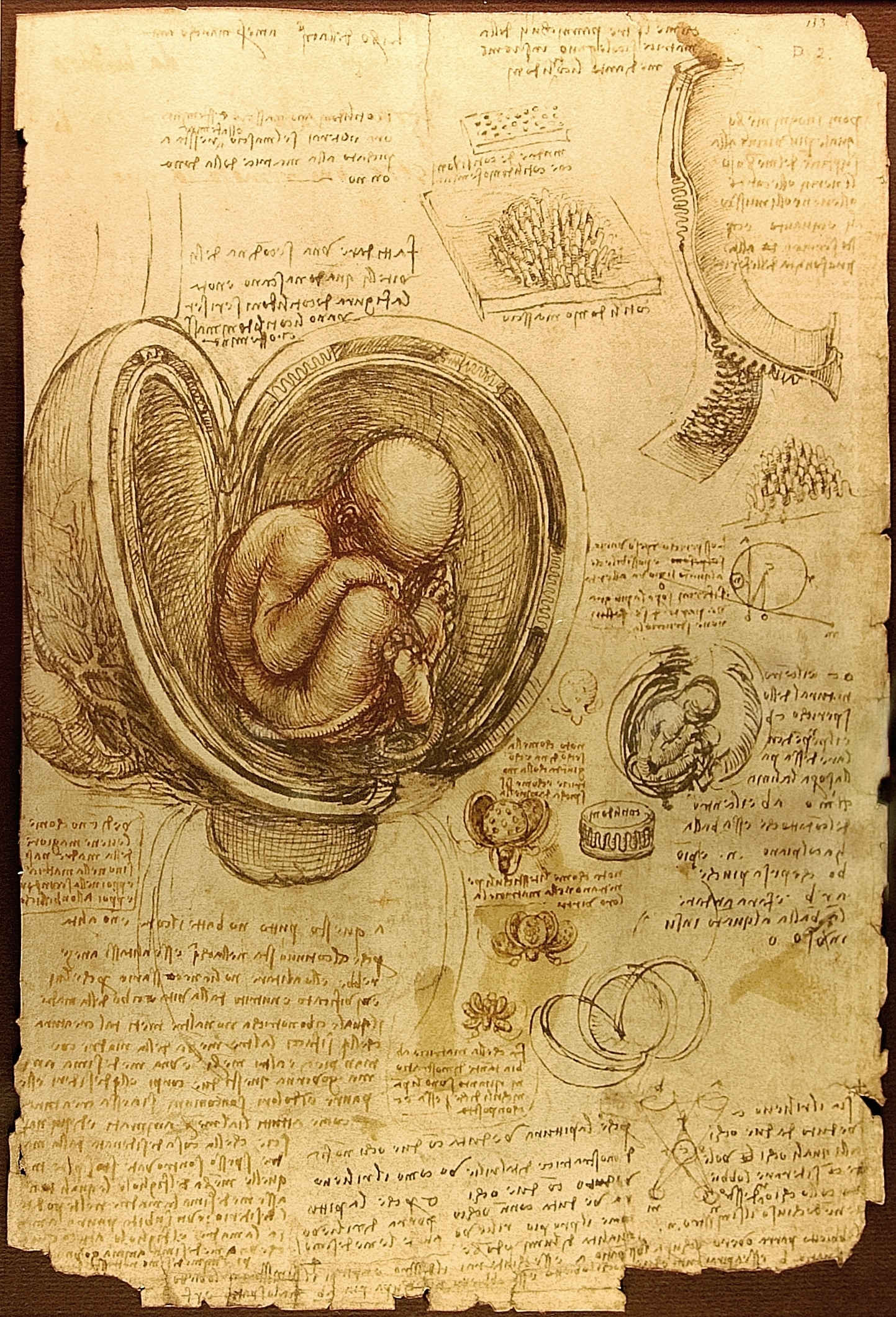
Een foetus in de baarmoeder, ca. 1510-1513
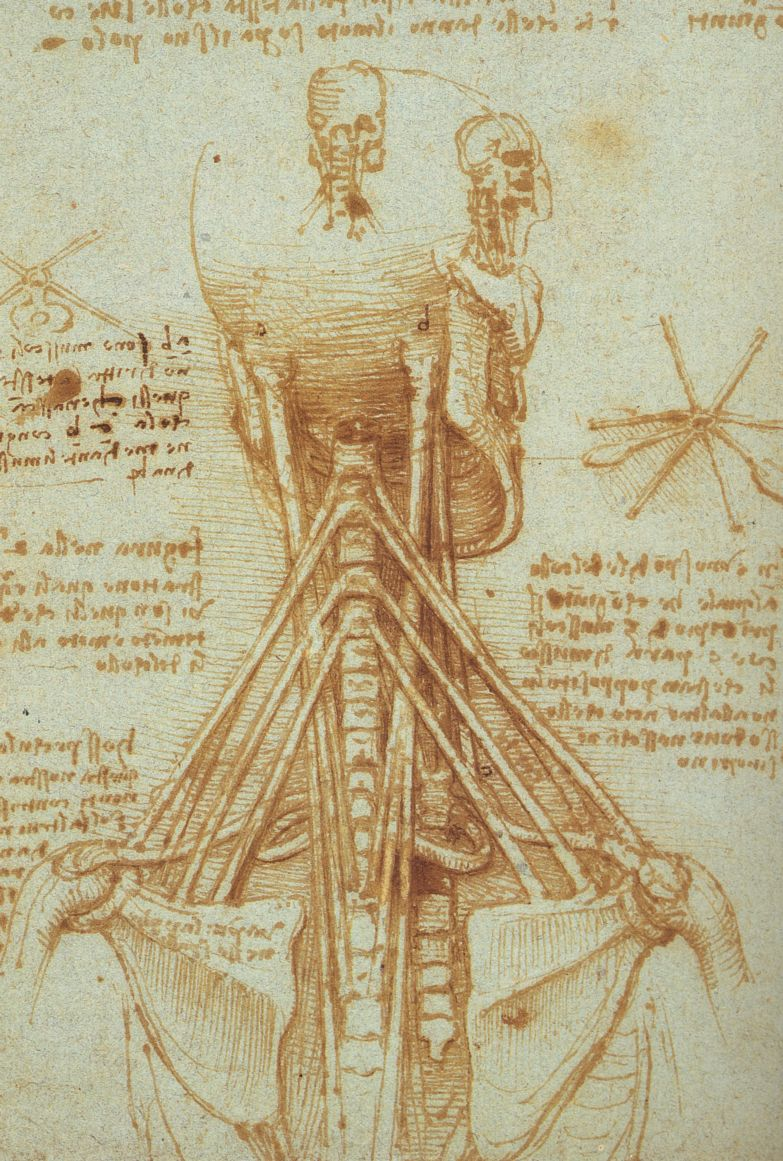
Anatomie van de nek, ca. 1515
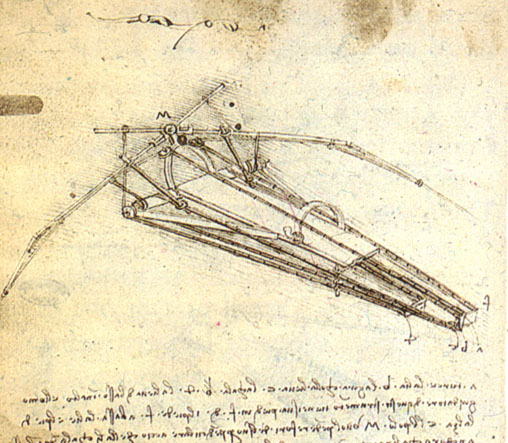
Ontwerp voor een vliegtuig, ca. 1488, Institut de France, Parijs
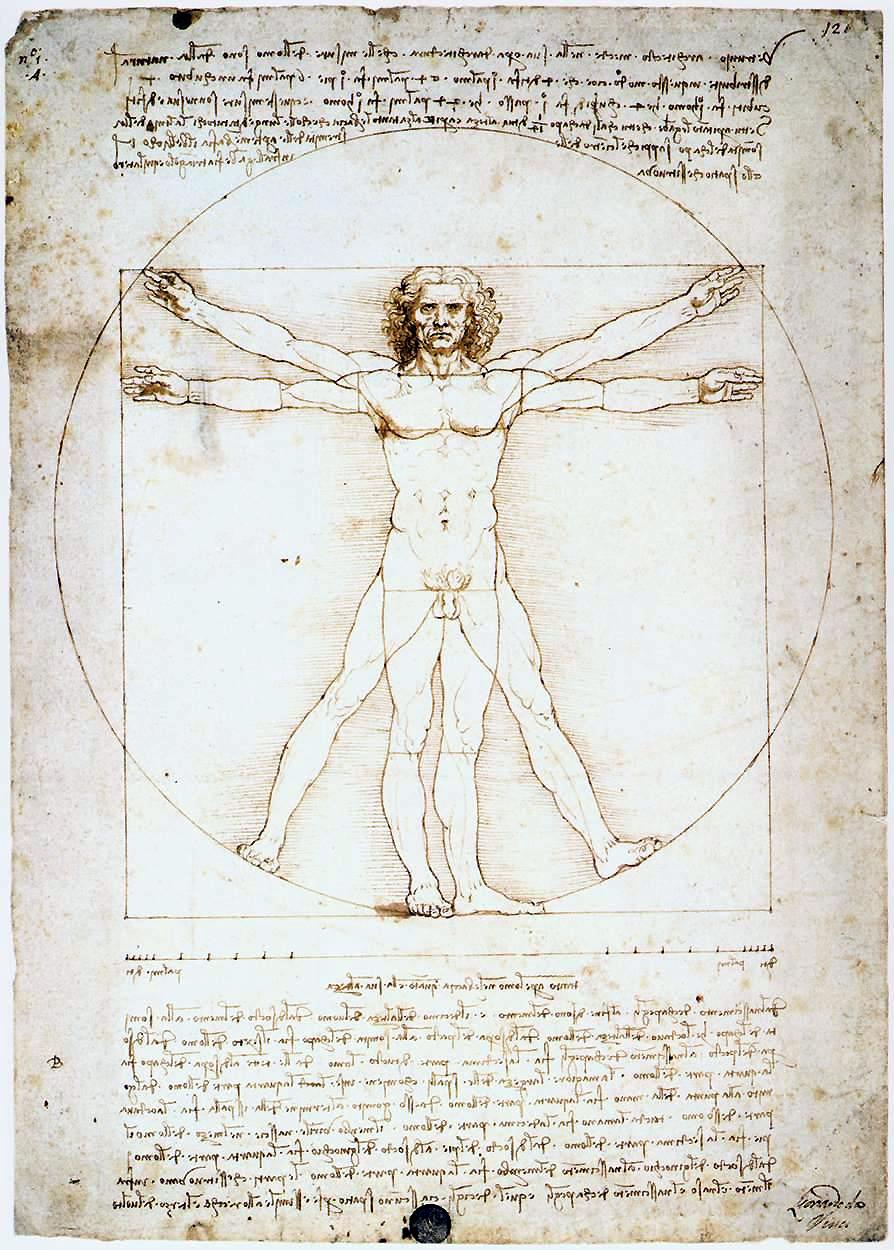
Man van Vitruvius: het ideale menselijk lichaam gebaseerd op een pentagon met de verhouding 1:1,618 van de gulden snede

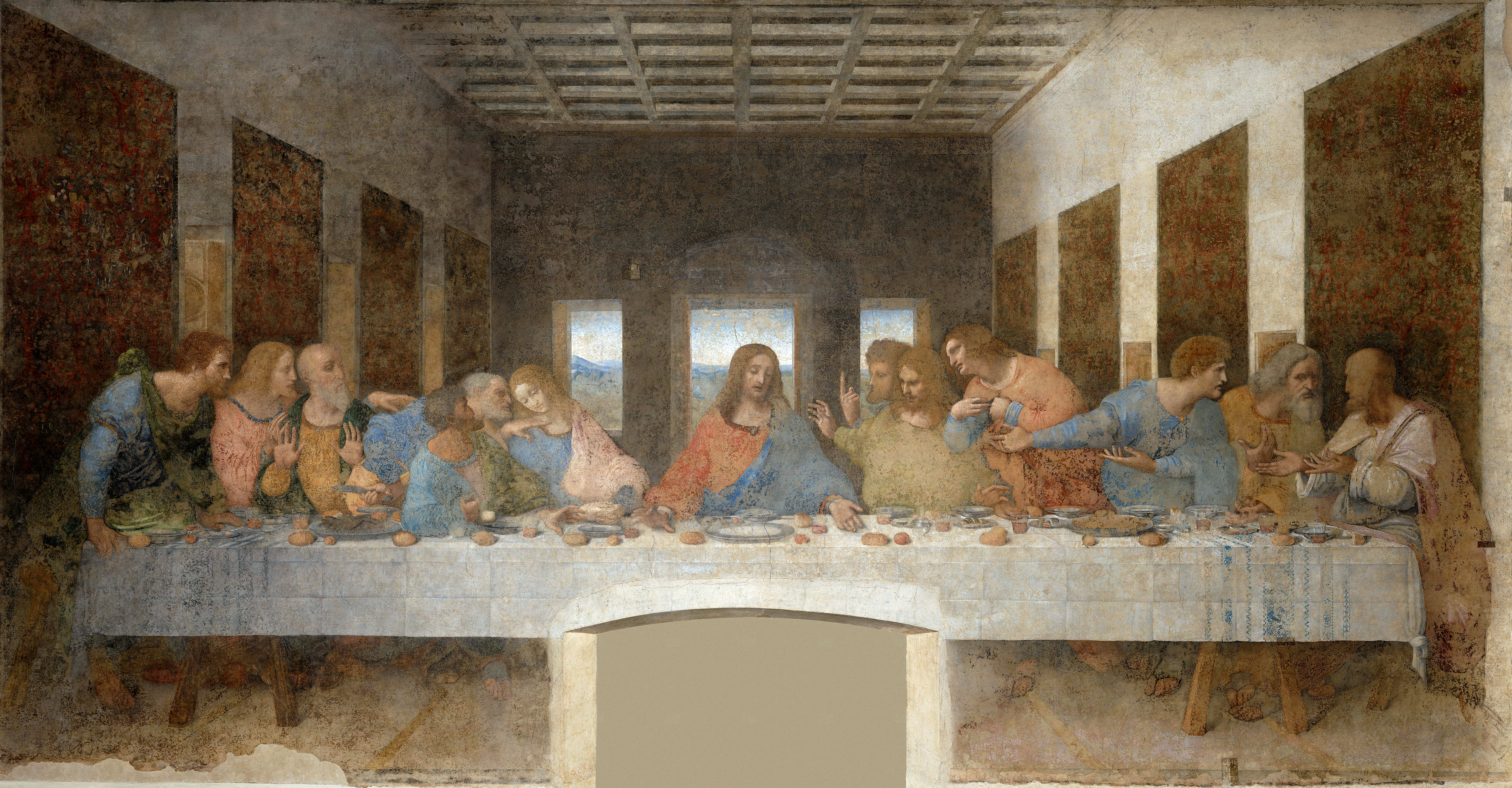
Fresco van Het Laatste Avondmaal, Santa Maria delle Grazie, Milaan, 460 × 880 cm